# Leandro Sampaio
Leandro José Mendes Sampaio Fernandes (Petrópolis, 25 de outubro de 1960) é um político brasileiro filiado ao Podemos. Filho de Leônidas Sampaio, que foi deputado estadual pelo estado do Rio de Janeiro entre 1971 e 1975, e Lenyr Mendes.
Foi vice-prefeito de Petrópolis entre 1989 e 1992 no mandato de Paulo Gratacós, deputado estadual entre 1996 e 1997 e 2003 e 2007 e prefeito de Petrópolis entre os anos de 1997 e 2001, tendo como vice-prefeito Ricardo Francisco (irmão do ex-deputado federal Roberto Jefferson). Em 2006, foi eleito deputado federal. Em 2010 foi candidato a deputado estadual novamente, porém desta vez não conseguiu se eleger.

## Controvérsias
Em 2016, Leandro Sampaio foi denunciado pela participação no escândalo das passagens aéreas ocorrido em 2009, quando era deputado. A denúncia apontava que ele havia usado a cota para emitir onze bilhetes para Alemanha, Chile e Argentina para ele, seus amigos e sua família; em resposta, disse que estava participando de encontros antiaborto. No entanto, a denúncia foi arquivada pelo Supremo Tribunal Federal por ausência de materialidade.